# Cumingia (bivalve)
Genre
Cumingia est un genre de mollusques bivalves, de l'ordre des Cardiida ou des Veneroida / Venerida, selon les classifications, et de la famille des Semelidae.

## Liste des espèces
Selon World Register of Marine Species (26 octobre 2019) :
- Cumingia antillarum A. Adams, 1850
- Cumingia californica Conrad, 1837
- Cumingia lamellosa G. B. Sowerby I, 1833 (type)
- Cumingia mutica G. B. Sowerby I, 1833
- Cumingia pacifica (Dall, 1915)
- Cumingia sinuosa A. Adams, 1850
- Cumingia tellinoides (Conrad, 1831)
- Cumingia vanhyningi Rehder, 1939

Noms en synonymie
Il existe de nombreux noms en synonymie, incluant:
- Cumingia elegans G. B. Sowerby II, 1873, un synonyme de Thyellisca lamellosa (H. Adams, 1873)